# Cantone di Civray
Il Cantone di Civray è una divisione amministrativa dell'arrondissement di Montmorillon.
A seguito della riforma complessiva dei cantoni del 2014 è passato da 12 a 30 comuni.

## Composizione
Prima della riforma del 2014 comprendeva i comuni di:
- Blanzay
- Champagné-le-Sec
- Champniers
- Civray
- Linazay
- Lizant
- Saint-Gaudent
- Saint-Macoux
- Saint-Pierre-d'Exideuil
- Saint-Saviol
- Savigné
- Voulême

Dal 2015 comprende i comuni di:
- Asnois
- Availles-Limouzine
- Blanzay
- Champagné-le-Sec
- Champagné-Saint-Hilaire
- Champniers
- La Chapelle-Bâton
- Charroux
- Chatain
- Château-Garnier
- Civray
- La Ferrière-Airoux
- Genouillé
- Joussé
- Linazay
- Lizant
- Magné
- Mauprévoir
- Payroux
- Pressac
- Saint-Gaudent
- Saint-Macoux
- Saint-Martin-l'Ars
- Saint-Pierre-d'Exideuil
- Saint-Romain
- Saint-Saviol
- Savigné
- Sommières-du-Clain
- Surin
- Voulême